# Saint-Robert (Corrèze)
 Saint-Robert  (en occitano Sent Robèrt) es una comuna y población de Francia, en la región de Lemosín, departamento de Corrèze, en el distrito de Brive-la-Gaillarde y cantón de Ayen.
Su población en el censo de 2008 era de 343 habitantes.
Está integrada en la Communauté de communes du Bassin d'Objat.

## Demografía
| 319 | 343 | 353 | 371 | 331 | 334 | 343 |
| Para los censos de 1962 a 1999 la población legal corresponde a la población sin duplicidades (Fuente: INSEE [Consultar]) |     |     |     |     |     |     |